# The Baseballs
The Baseballs é uma banda alemã formada em 2007 na cidade de Berlim. Eles se tornaram populares com versões covers de hits modernos como "Umbrella" de Rihanna e "Hot n Cold" de Katy Perry no estilo rockabilly.

## Discografia
Álbuns de estúdio
- 2009: Strike
- 2010:  Strike! Back
- 2011: Strings 'n' Stripes
- 2012: Good Ol' Christmas
- 2014: Game Day
- 2016: Hit Me Baby...
- 2017: The Sun Sessions
- 2021: Hot Shots

Singles
- 2009: "Umbrella"
- 2009: "Hot n Cold"
- 2010: "Last In Line"
- 2010: "Chasing Cars"
- 2011: "Candy Shop"
- 2011: "Hello"
- 2011: "This is a Night (Het is een Nacht)" (participação de Guus Meeuwis)
- 2011: "Wha Wha"
- 2016: "...Baby One More Time"
- 2019: Cadillac Maniac participação de Kissin Dynamite
- 2020: "Take On Me"
- 2020: "Wake Me Up Before You Go-Go"
- 2020: Don't Worry, Be Happy[2]
- 2021: "Rock Me Amadeus"[3]